# Systém devíti hodností
Systém devíti hodností (čínsky v českém přepisu ťiou-pchin, pchin-jinem jiǔpǐn, znaky 九品) byl systém kategorizace úředníků v Číně používaný do 20. století. Úředníci v něm měli přidělené hodnosti od první, nejvyšší, po devátou, nejnižší. Význam zastávaného úřadu zpravidla odpovídal obdržené hodnosti. Podle hodnosti se určovalo jejich postavení, plat, oficiální oděv.

## V říši Chan
V říši Chan byla hierarchie úředníků vyjádřena formální výší jejich příjmu. Nejvýše stáli hodnostáři  s příjmem 10 000 chu obilí (1 chu odpovídalo 34,25 litru v období Západní Chan, tj. 202 př. n. l. až 9 n. l., a 19,81 litru za Východních Chanů v letech 9–220), poté úředníci s 2 000 chu, pak s 1000, 800, 600, 500, 400 a 100 chu. Zmíněná čísla se používala pouze pro vyjádření hierarchie, faktický příjem úředníků byl nižší, konkrétně úředníci v kategorii 2 000 chu fakticky dostávali 100 až 180 chu obilí.

## Devět hodností
S rozpadem říše Chan a vznikem říše Wej byl v novém wejském státu zaveden systém devíti hodností a nestranně spravedlivého. V něm byl v každé komandérii jmenován úředník nazvaný „nestranně spravedlivý“ (中正, čung-čeng), který sepsal všechny schopné muže přicházející v úvahu pro úřední službu a dle jejich schopností je rozdělil do hodnostních tříd od prvé (nejvyšší) po devátou (nejnižší). Tyto hodnosti se nazývaly oblastní hodnosti (鄉品, siang-pchin) a odpovídaly taktéž devíti kategoriím úředních hodností (官品, kuan-pchin). Kandidáti poté nastupovali úřední kariéru zpravidla v úřadě v kategorii o čtyři nižší než byla oblastní hodnost, kterou získal.
Původní kritéria schopností se záhy změnila a důraz se začal klást na původ kandidátů. Časem zůstalo kritérium původu jediné a kandidáti se na seznamy řadili podle vznešenosti svého rodu či rodiny, resp. podle výše aristokratických titulů a úředních funkcí získaných příbuznými kandidáta. K usnadnění výběru pak vznikaly soupisy aristokratických rodů.
Od Severních Wejů byla každá z devíti úředních hodností rozdělena na dva stupně – řádný či hlavní (正, čeng) a vedlejší (從, cchung). Stupně hodností od čtvrté níže byly ještě rozděleny na vyšší (上, šang) a nižší (下, sia). To jest bylo celkem 30 stupňů (třikrát dva plus šestkrát čtyři), přičemž nejvýše stála hlavní první hodnost, nejníže nižší vedlejší devátá.
Kategorizaci úředníků do devíti hodnostních tříd zpravidla rozdělených na stupně převzaly i říše Suej a Tchang a po nich následující státy (Pět dynastií a deset říší, Sung, Jüan, Ming a Čching).
Od obecného schématu existovaly různé odchylky, tak v říši Severní Čou bylo pořadí hodností obrácené, to jest nejvyšší byla devátá a nejnižší první. V říši Tchang se v praxi používalo pouze 29 stupňů, protože nejvyšší – první hlavní – hodnost se neudělovala. V rámci reforem sungského státníka Wang An-š’a byly zrušeny stupně a zůstalo pouze devět hodností. Později bylo obnoveno rozdělení hodností na nižší a vyšší, tj. bylo celkem 18 stupňů.